# Đền Bách Linh
Đền Bách Linh là một ngôi đền cổ nằm ở thôn Dư Xá Thượng, xã Hòa Xá, Hà Nội. Đền Bách Linh là nơi thờ Đinh Tiên Hoàng Đế và 100 vị thần của 47 xã thuộc huyện Hoài An, phủ Ứng Thiên, trấn Sơn Nam Hạ trước đây, nay là các xã phía tây nam Hà Nội. Tên của các vị thần được ghi trong bia đá cổ hiện lưu giữ tại đền. Điều đặc biệt ở đền Bách Linh là nằm ở vùng bị chiến tranh tàn phá nhiều lần nhưng mà vẫn tàng giữ được nhiều văn bản Hán Nôm lên tới 60 quyển, mỗi quyển đều có só trang từ 150 đến 200 trang. Hầu hết là sách chép tay, viết trên giấy dó, kiểu chữ chân rõ ràng, dễ đọc. Đền Bách Linh còn là nơi có cây đa di sản và là nơi phát tích võ phái Thiên Môn Đạo có nguồn gốc hình thành từ thời nhà Đinh.

## Lịch sử
Dư Xá Thượng xưa là trung tâm của huyện Hoài An, phủ Ứng Thiên, trấn Sơn Nam Hạ. Ngày nay làng có 329 mẫu đất tự nhiên, 309 mẫu đất canh tác, 220 mẫu thở cư, dân số khoảng 3000 người. Làng trải dài theo lộ tỉnh 22, bám sát bên bờ đông sông Đáy chừng hai cây số. Phía tây bắc và bắc của làng giáp thôn Đình Xuyên và Nội Xá của xã Vạn Thái; phía đông nam giáp làng Dư Xá Hạ và Hòa Phú. Từ duyên cách địa lý như vậy, nên từ xa xưa Dư Xá Thượng được coi là trung tâm của huyện Hoài An và đền Bách Linh được xây dựng ở đây với vai trò là đền Hàng Tổng.
Thế kỷ X, Khi đất nước rơi vào loạn 12 sứ quân, Đinh Bộ Lĩnh là người có chí lớn đã thu nạp quân sĩ các nơi để tiến hành dẹp loạn. Đinh Bộ Lĩnh được người dân Ứng Hòa và Mỹ Đức ủng hộ. Vùng này hiện có rất nhiều đền thờ phụng các tướng nhà Đinh như Bạch Tượng, Bạch Địa, Cao Quang Vương, Đặng Đống Thính, Đặng Chiêu Pháp, Hà Khôi, Hồ Thông, Nguyễn Đức Chính, Phạm Tích, Phạm Thánh, Phạm Thành và 5 anh em họ Phí ở làng Động Phí. Có hơn 30 di tích về thời Đinh được thống kê nằm ở vùng này, đó là các di tích: đền Tổ nghề may, đình Trạch Xá, đền Đinh Tiên Hoàng Đế, đền Phù Lưu, đền Không Thần, đình Quảng Nguyên, đình Thanh Dương, đình Động Phí, đình Ngọc Động, đình Nguyễn Xá, đình Hòa Xá, đình Thượng, Nhì, Ba Vân Đình, đình Thanh Ấm, Quán Lục Sĩ, đình Thượng Lâm,... Đó là lý do cho thấy vì sao Vua Đinh Tiên Hoàng được chọn làm vị thần chủ ở đền Bách Linh.
Theo các cụ cao niên thôn Dư Xá Thượng kể thì xưa kia Đinh Tiên Hoàng xuất quân từ Hoa Lư (Ninh Bình) đi qua các địa danh: chợ Vài, Ải, An Phú,… rồi mới ra tới Dư Xá Thượng tuyển quân trước khi đánh dẹp các sứ quân Đỗ Cảnh Thạc và Nguyễn Siêu. Khi tới thôn Dư Xá Thượng Vua đã đóng quân tại vị trí đền Bách Linh ngày nay và cho xây dựng đền. Mỗi năm tại ngôi đền này Vua đều tổ chức cầu mưa giúp dân làng chống hạn.

## Kiến trúc
Trong số 100 vị thần thì 4 vị là có tượng thờ: Đinh Tiên Hoàng Đế, Thái Đường hoàng đế, Hữu Nghi Tu hoàng đế, Nội Nghi Nhị Vị quốc vương, những vị thần còn lại không có tượng và chỉ được thờ bài vị trong đền.
Trước cửa đền Bách Linh khoảng chừng 10 mét có một cây đa cổ thụ hơn trăm năm tuổi đã được công nhận là cây di sản Việt Nam. Điều khác biệt so với những cây đa khác, đó là cây đa này có tới ba cái gốc, bám sâu xuống đất. Cây đa di sản trở thành biểu tượng cổ kính và kỷ niệm thời thơ ấu của mỗi người dân làng Dư Xá Thượng.

## Võ phái Thiên Môn Đạo
Dư Xá Thượng được nhiều người biết đến là vùng đất nổi danh về võ với võ phái Thiên Môn Đạo. Nơi đây còn để lại nhiều dấu tích vua Đinh Bộ Lĩnh luyện quân và ngôi đền Bách Linh ghi tên tuổi của tổ sư môn phái Thiên Môn Đạo. Nền tảng võ học của Thiên Môn Đạo khác biệt hoàn toàn với võ Tây Sơn Bình Định. Những bí kíp của nó có từ thời Đinh Bộ Lĩnh, lưu truyền trong dân gian và được dòng họ Nguyễn Khắc ở Dư Xá Thượng, xã Hoà Nam, Ứng Hoà, Hà Nội bảo lưu cho đến tận ngày nay.
Quá trình hình thành Thiên Môn Đạo gắn liền với lịch sử vùng đất Dư Xá Thượng từ thế kỷ X. Theo truyền thuyết của làng Dư Xá Thượng thì xưa kia Đinh Tiên Hoàng xuất quân từ Hoa Lư (Ninh Bình) đi qua các địa danh: chợ Vài, Ải, An Phú,… rồi mới ra tới Dư Xá Thượng tuyển quân trước khi đánh dẹp các sứ quân Đỗ Cảnh Thạc và Nguyễn Siêu. Khi tới thôn Dư Xá Thượng Vua đóng quân tại vị trí đền Bách Linh ngày nay và cho xây dựng doanh trại để rèn luyện võ thuật cho binh lính.
Tới nay Thiên Môn Đạo đã trải qua 5 thế hệ:
- Người thành lập Thiên Môn Đạo là ông Nguyễn Khắc Cống, một võ tướng Tây Sơn. Có nhiều công lao trong đánh giặc ngoại xâm, được ghi tên trên bia đá tại đền Bách Linh thuộc địa phận huyện Hoài An, phủ ứng Thiên.
- Trưởng môn đời thứ hai là Nguyễn Khắc Nhượng tiếp nối truyền thống, phát triển dòng võ gia truyền.
- Trưởng môn đời thứ ba là cụ đồ Nguyễn Khắc Di. Cụ nổi tiếng là thầy dạy chữ nho và võ học cho đông đảo học trò trong vùng.
- Trưởng môn đời thứ tư là Nguyễn Khắc Tri. Hoạt động cũng như sự tồn tại, phát triển Thiên Môn Đạo lúc này gắn liền với lịch sử chống thực dân Pháp của nhân dân Việt Nam.
- Trưởng môn đời thứ năm của Thiên Môn Đạo là võ sư Nguyễn Khắc Tuấn. Riêng ông Phấn kiêm trưởng tràng, trực tiếp phụ trách huấn luyện. Ông Thuấn, ông Huấn chăm lo cả việc bổ túc văn hóa cho môn sinh hoàn cảnh khó khăn, không có điều kiện tiếp tục việc học.

## Danh mục di sản Hán Nôm
- Quyển số 1: * Thần phả thôn Đinh Xuyên (Quế Hoa công chúa)
- Quyển số 2: * Thần phả thôn Đinh Xuyên (Quyển 2)
- Quyển số 3: * Thần phả thôn Hổ Khê, thờ 3 vị: Chiếu pháp Bồng Hinh đại vương, Bảo vật Trí Phách đại vương, Binh lộ Bồng Ngoại đại vương. Chùa phổ thông Thượng sĩ đại vương. (Phật các hậu phi)
- Quyển số 4: * Thần phả tổng Trinh Tiết (nay là xã Đại Hương Mỹ Đức).
- Quyển số 5: * Thần phả Đặng Xá (nay là xã Hòa Phú)
- Quyển số 6: * Thần phả Tổng Trinh (Mỹ Đức).
- Quyển số 7: * Thần tích làng Hòa Xá (nay là xã Hòa Xá - thờ các vị thần Phù Đinh).
- Quyển số 8: * Thần phả đình thôn Thượng Quất.
- Quyển số 9: * Sắc phong làng Dư Xá.
- Quyển số 10: * Sắc của làng như sau: Làng Thuy Hiền, Làng Phú Duy, Làng Nông Khê, Làng Đốc Tín, Làng An Duyệt, Làng Vạn Phúc, Làng Trung Hòa, Làng Thượng Tiết
- Quyển số 11: * Sắc phong của các làng: Tế Tiêu, Phù Lưu Thượng, Dư Xá Hạ, Đông Mật (Nay là Bình), Kim Bôi (Nay là Ngăm)
- Quyển số 12: * Tóm tắt sự tích thần phả các làng: Làng Đông Mật, làng Yến Vĩ (Chùa Hương), làng Đốc Hậu (Đốc Tín), Thần vị làng Động Mật, Sắc làng An Đà, Thần phả tổng Trinh Tiết (Thần phả xã Hoa Khế Lê Đại Hành sự tính), Tóm tắt sự tích thờ ở An Duyệt, Tóm tắt sự tích thờ ở Thượng Tiết, Tóm tắt sự tích thờ ở Bạch Độc (Bạch Tuyết), Thần vị Bạch Độc, Tóm tắt sự tích An Lạc, Tóm tắt sự tích thờ ở Phú Duy xã, Tóm tắt sự tích thờ ở Nông Khê, Tóm tắt sự tích thờ ở xã Kim Bôi, Tóm tắt sự tích thờ ở Thuy Hiền xã, Sự tích thờ ở An Đà xã, Tóm tắt sự tích thở ở làng Sêu.
- Quyển số 13: * Thần phả thờ ở quán Dư Xá Thượng (thờ Tản Viên sơn thánh và Ngọc Hoa phu nhân).
- Quyển số 14: * Sắc của các đình làng: Làng Thái Bình, làng Hòa Xá, làng Nội Xá, làng Nam Dương, làng Đình Xuyên, làng Dư Xá Thượng, làng Dư Xá Hạ, làng Đặng Xá, làng An Phú (Đoàn Xá), làng An Phú (Quán Xá), làng An Phú (Quán Xá)
- Quyển số 15: * Sắc thờ ở các đình làng Hữu Vĩnh (tổng Phù Lưu Thượng)
- Quyển số 16: * Sắc của làng Hạ Lân (xã Phù Lưu Thượng).
- Quyển số 17: * Thần phả Phù Lưu Thượng: Đinh tướng đánh dẹp 12 sứ quân. Không Bảng uy linh đại vương của Hạ Lân
- Quyển số 18: * Sắc của làng, Phù Lưu Tế (tổng) Phù Lưu Tế xã (Mỹ Đức)
- Quyển số 19: * 1. Sắc của các làng xã Yến Vĩ (Chùa Hương). 2. Tóm tắt sự tích đại vương cứu tế Minh Hoàng cư sĩ (Thời Lê Thánh Tông).
- Quyển số 20: * Tóm tắt sự tích Quán Xá thôn, Quán Xá xã. * Thần phả thờ ở Đặng Xá - Thờ 3 vị: Dực Vận Cương Nghị Bao La đại vương, Tế thế an dân Duy Chân đại vương, Tuyên khánh phổ Bát Nhược đại vương. Thần phả Đặng Xá (quyển 2). Sắc của Nam Dương và Tóm tắt sự tích Nội Xá.
- Quyển số 21: * Sắc của các làng: Ngọ Xá xã, làng Phù Lưu, Tế Tiêu xã. Lý do phong sắc Ngọ Xá. Sắc của Ngọ Xá, lý do sắc của Ngọ Sơn thôn.
- Quyển số 22: * Lý do phong sắc và sắc của các làng: Vạn Phúc, An Lạc, Trung Trọng, Nông Khê, Trinh Tiết tổng - Thượng Tiết xã, Phú Duy xã (Tổng Trinh), Thôn Hạ xã Minh Xông, Xã Hữu Vĩnh, Đông Mật Xã, Phú Dung, Kim Bôi.
- Quyển số 23: * Lý do sắc: làng Dư Xá Hạ (Tổng Thái), làng Dư Xá Hạ (Lân)
- Quyển số 24: * Lý do phong sắc và sắc phong của các làng xã là: làng Dư Xá Hạ, làng Diêm Khê, làng An Duyệt, làng Trung Trọng, làng Ngọ Xá, làng Nông Khê, làng Phù Lưu Thượng, làng Kim Bôi, làng Đông Mật, làng Vạn Phước, làng An Đà, làng Phú Duy, làng Dư Xá Hạ, làng Thượng Quất, làng Nam Dương, làng Thái Tường, làng Hồ Khê, làng Yến Vĩ, làng Hà Xá, làng Đốc Tín, làng Đốc Hậu, làng An Lạc, làng Trinh Tiết, làng Tuy Hiền, làng Ngoại Hoàng, làng Hội Xá, làng Phú An, làng Thượng Tiết, làng Hạ Lân, làng Hữu Vĩnh, làng Bài Lâm, làng Độc Khê, làng Thanh Bồ, làng Trù Nhan, làng Xuy Xá, làng Diêm Minh, làng Phùng Xá.
- Quyển số 25: * Lý do phong sắc của Thượng Vệ (Tổng Phù)
- Quyển số 26: * Lý do sắc của Thượng Lân.
- Quyển số 27: * Sắc của làng Nội Lưu.
- Quyển số 28: * Sắc của làng Thanh Bồ.
- Quyển số 29: * Sắc của Phù Lưu Thượng, xã Thượng Lân.
- Quyển số 30: * Lý do sắc của Cam Lân xã - Thượng Tiết.
- Quyển số 31: * Sắc của Bài Lâm (thượng), Bài Lâm (hạ).
- Quyển số 32: * Lý do sắc của Ngoại Hoàng (tổng Phù).
- Quyển số 33: * Lý do sắc của các làng: Thôn Hạ Phù Lưu, làng Minh Nông, làng Viên Minh, làng An Đà, làng Bạch Độc, làng.Ngọ Xá, làng Thượng Tuất, làng Ngọ Xá
- Quyển số 34: * Lý do sắc của Nội Lưu.
- Quyển số 35: * Lý do sắc của các làng: làng Phù Lưu Hạ, làng Thanh Bồ, làng Nội Lưu.
- Quyển số 36: * Sắc của Hoài An huyện. Các làng Trinh Tiết, Bài Lâm
- Quyển số 37: * Phù Lưu Thượng sắc.
- Quyển số 38: * Lý do sắc của Nội Lưu.
- Quyển số 39: * Lý do sắc của Vạn Phúc, Đức Hậu, Trinh Tiết.
- Quyển số 40: * Lý do sắc của làng Ngoại Hoàng.
- Quyển số 41: * Sự tích sắc phong làng Yến Vĩ.
- Quyển số 42: * Sự tích Vạn Phúc * Sắc của các làng: làng Đinh Xuyên, làng Đốc Tín, làng Dư Xá Thượng, làng Phù Lưu Thượng, làng Nội Lưu Phong Tự, làng Bài Lâm (Thượng, Hạ), làng Trinh Tiết, làng Thượng Tiết, làng Đông Mật, làng Thái Bình, làng Đoàn Xá, làng Đặng Xá, làng.Bạch Động, làng Yến Vĩ, làng Nam Dương, làng Đoàn Xá, làng Ngoại Hoàng, làng Thanh Bồ, làng Đục Khê, làng Đường An, làng Tế Tiêu, làng Ngọ Xá, làng Bài Lâm Thượng.
- Quyển số 43: * Sự tích sắc phong Đặng Xá. Thần hiệu các vị quanh vùng
- Quyển số 44: * Tổng hợp sắc phong và lý do tôn thần của Tổng Thái.
- Quyển số 45: * Sự tích sắc phong Hổ Khê.
- Quyển số 46: * Sự tích Hổ Khê
- Quyển số 47: * Lý do sắc của: làng Thanh Bồ, làng Phù Lưu Thượng và làng Hạ Lân.
- Quyển số 48: * Sắc của Phù Lưu, Thượng Lân.
- Quyển số 49: * Sắc của các làng: làng Thượng Vệ, Sắc Đinh Tiên Hoàng Đế, làng Tế Tiêu, làng Phùng Xá, làng Thượng Quất, làng Hồ Lưu Tế, làng Diêm Khê, làng Xuy Xá, làng Hổ Khê, làng Ngọ Xá.
- Quyển số 50: * Tổng hợp sắc của 47 xã thuộc huyện Hoài An.
- Quyển số 51: * Tổng hợp sắc (chữ viết thảo)
- Quyển số 52: * Tổng hợp sắc của 47 làng xã.
- Quyển số 53: * Sự tích sắc phong – Phùng Xá.
- Quyển số 54: * Lý do sắc của Phù Lưu Tế - Xuy Xá.
- Quyển số 55: * Lý do sắc của Tế Tiêu.
- Quyển số 56: * Tổng hợp sắc Xuy Xá.
- Quyển số 57: * Tổng hợp sắc của 47 làng Hoài An.
- Quyển số 58: * Các vị thần hoàng ở Hoài An.
- Quyển số 59: * Sắc phong của Bài Lâm, Hữu Vĩnh.
- Quyển số 60: * Tập hợp các sắc phong tản mạn.